# Philonthus rectangulus
Philonthus rectangulus är en skalbaggsart som beskrevs av Sharp 1874. Philonthus rectangulus ingår i släktet Philonthus, och familjen kortvingar. Arten är reproducerande i Sverige.